# Sadasivpet
Sadasivpet es una  ciudad y  municipio situada en el distrito de Sangareddy en el estado de Telangana (India). Su población es de 47920 habitantes (2011). Se encuentra a 65 km de Hyderabad, la capital del estado.

## Demografía
Según el censo de 2011 la población de Sadasivpet era de 47920 habitantes, de los cuales 24347 eran hombres y 23573 eran mujeres. Sadasivpet tiene una tasa media de alfabetización del 76,58%, superior a la media estatal del 67,02%.